# Rhenoy
Rhenoy est un village appartenant à la commune néerlandaise de West Betuwe, dans la province de Gueldre. Le 1er janvier 2006, le village comptait 670 habitants.

## Transport
De 1889 à 1925, Rhenoy possédait une halte sur la ligne de chemin de fer reliant Dordrecht à Elst, via Geldermalsen.